# Something to Believe In (Curtis Mayfield)
Something to Believe In è un album in studio del cantante statunitense Curtis Mayfield, pubblicato nel 1980.

## Tracce
Tutte le tracce sono state scritte da Curtis Mayfield, eccetto dove indicato.

1. Love Me, Love Me Now – 7:58
2. Never Let Me Go – 3:07 (Joseph Scott)
3. Tripping Out – 7:02 (Bunny Sigler)
4. People Never Give Up – 5:52
5. It's All Right – 3:56
6. Something to Believe In – 4:47
7. Never Stop Loving Me – 3:34 (Mayfield, Keni Burke, Deidra Burke)